# Municipio de Jackson (condado de Pike)
El municipio de Jackson (en inglés: Jackson Township) es un municipio ubicado en el condado de Pike en el estado estadounidense de Ohio. En el año 2010 tenía una población de 1209 habitantes y una densidad poblacional de 8,97 personas por km².

## Geografía
El municipio de Jackson se encuentra ubicado en las coordenadas 39°8′4″N 82°52′1″O / 39.13444, -82.86694. Según la Oficina del Censo de los Estados Unidos, el municipio tiene una superficie total de 134.77 km², de la cual 133.03 km² corresponden a tierra firme y (1.3%) 1.75 km² es agua.

## Demografía
Según el censo de 2010, había 1209 personas residiendo en el municipio de Jackson. La densidad de población era de 8,97 hab./km². De los 1209 habitantes, el municipio de Jackson estaba compuesto por el 87.26% blancos, el 6.62% eran afroamericanos, el 1.24% eran amerindios, el 0.08% eran asiáticos, el 0.08% eran isleños del Pacífico, el 0.25% eran de otras razas y el 4.47% pertenecían a dos o más razas. Del total de la población el 0.17% eran hispanos o latinos de cualquier raza.